# Parafia św. Józefa w Zabrzegu
Parafia pod wezwaniem Świętego Józefa w Zabrzegu – parafia rzymskokatolicka znajdująca się w Zabrzegu. Należy do dekanatu Czechowice-Dziedzice w diecezji bielsko-żywieckiej.
Początkowo miejscowość przynależała do parafii św. Katarzyny w Czechowicach, po okresie reformacji przyłączono ją do parafii św. Marcina w Międzyrzeczu. Własny kościół poświęcono w 1787.
Z zabrzeskiej parafii wywodzi się ks. Józef Londzin (1862-1929).